# Bosc de Serra
El bosc de Serra (o el bosc del Serra) és una pineda del poble de Castellar de la Ribera, al municipi del mateix nom de la comarca del Solsonès situada al vessant obac de la rasa de Trota.